# Ranquitte (ort)
Ranquitte är en ort i Haiti.   Den ligger i departementet Nord, i den nordöstra delen av landet, 100 km norr om huvudstaden Port-au-Prince. Ranquitte ligger 398 meter över havet och antalet invånare är 1 391.
Terrängen runt Ranquitte är huvudsakligen kuperad, men åt sydväst är den platt. Runt Ranquitte är det ganska tätbefolkat, med 230 invånare per kvadratkilometer. Närmaste större samhälle är Saint-Raphaël, 12,2 km väster om Ranquitte. Trakten runt Ranquitte består till största delen av jordbruksmark.